# 延福寺
28°42′44″N 119°36′07″E / 28.71222°N 119.60194°E
延福寺位于中国浙江省武义县桃溪镇陶村，其大殿是浙江最早的元代木构建筑，1960年被列为浙江省文物保护单位，1996年被列为第四批全国重点文物保护单位。

## 历史
据元泰定元年（1324年）《重修延福寺记》碑、明天顺七年（1463年）《延福寺重修记》碑及《宣平县志》记载，延福寺始建于后唐天成二年（927年），原称福田寺。南宋绍熙年间赐名延福寺。元延祐四年（1317年）由僧德环重建。明正统年间仅存大殿，僧文碧等将大殿改建，并重建其它建筑。清康熙九年（1670年）僧照应重建观音堂西廊。乾隆十年（1745年）僧通茂等修整大殿，并建天王殿和两厢。道光十八年（1838年）僧汉书重建山门。光绪三十一年（1905年）僧心洁重建观音堂。1933年，梁思成、林徽音曾在此考察。文革初，寺内佛像被捣毁。1974年武义县文管会对大殿进行较大维修。2000～2001年，延福寺大殿落架大修。

## 建筑
在浙江宣平（今武义）县陶村，建于元泰定间（泰定三年，公元1326年）。殿平面梁广各五间，近正方形，当心间特大，次梢两间之联合长度，尚略小于当心间，屋顶重檐九脊，阑额之上不施普拍枋，为元以后所不多见。其上檐斗拱出单杪双下昂，单拱造，第一跳华拱头偷心。第二三跳为下昂，每昂头各施单拱素枋。其昂嘴极长，下端特大。其第二层昂不出自第一层昂头交互斗以与瓜子拱相交，而出自瓜子拱上之齐心斗。第二层昂头亦仅施令拱，耍头与衬枋头均完全省却。其在柱头中线上，则用单拱素枋三层相叠。其后尾华拱两跳偷心，上出鞾（xuē）栔以承昂尾。昂尾不平行，故下层昂尾托于上层昂尾之中段，而在其上施重拱。其柱头铺作，则仅上层昂尾挑起其下层昂尾分位乃为乳栿所占。此斗拱全部形制特殊，多不合历来传统方式，实为罕见之孤例。下檐斗拱双杪单拱偷心造，后尾则三杪偷心。其当心间补间铺作三朵，盖已超出宋代两朵之规定矣。屋顶仅覆瓪瓦，不施脊兽等饰。

### 布局
延福寺座落在一个山坳中，坐北朝南，对面的山峰有巨岩突起，称为饭甑坛。
寺内现存山门、天王殿、大殿、观音阁、厢房以及从柳城镇迁建来到鲍家厅民居等建筑。

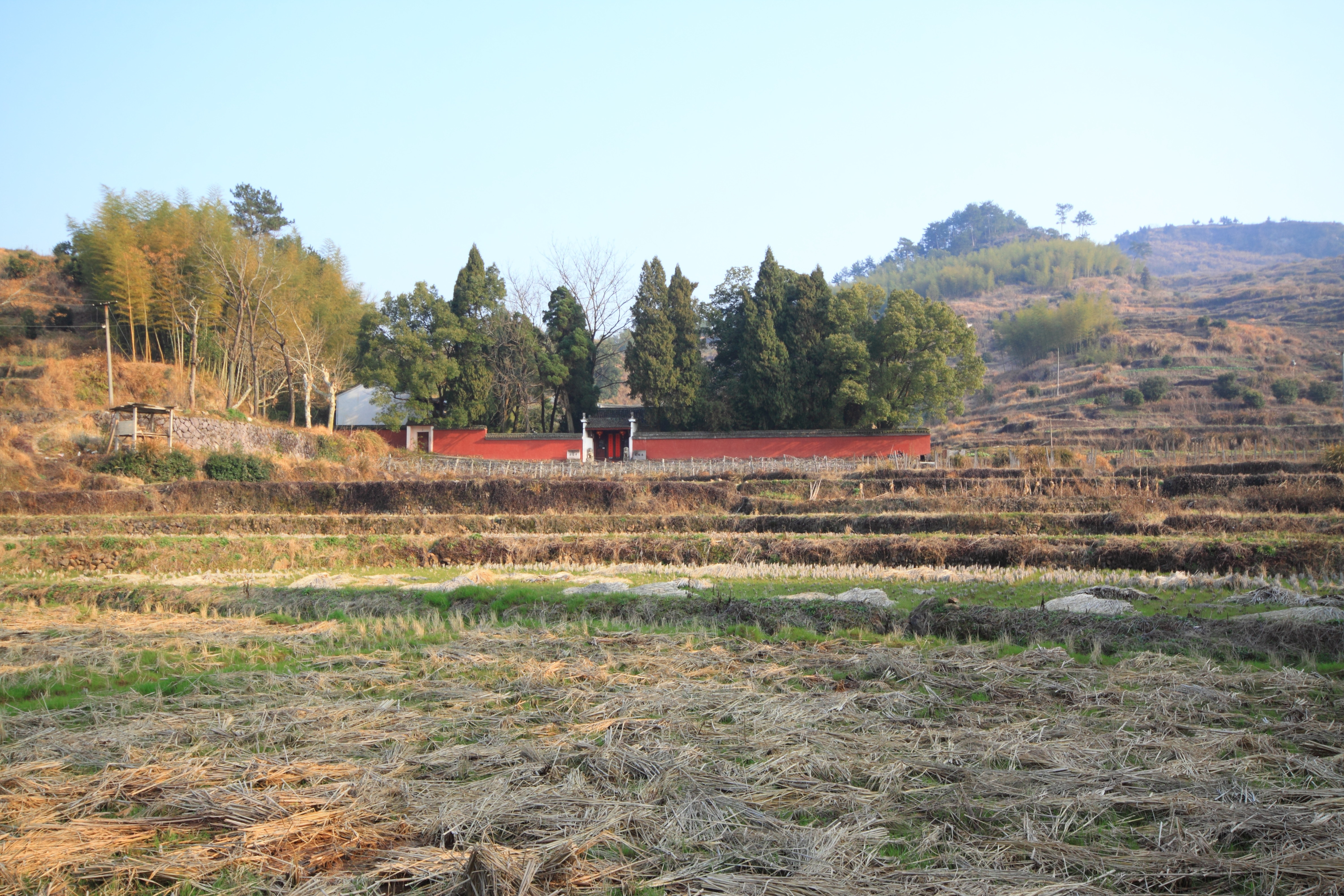
延福寺地处一个山坳中
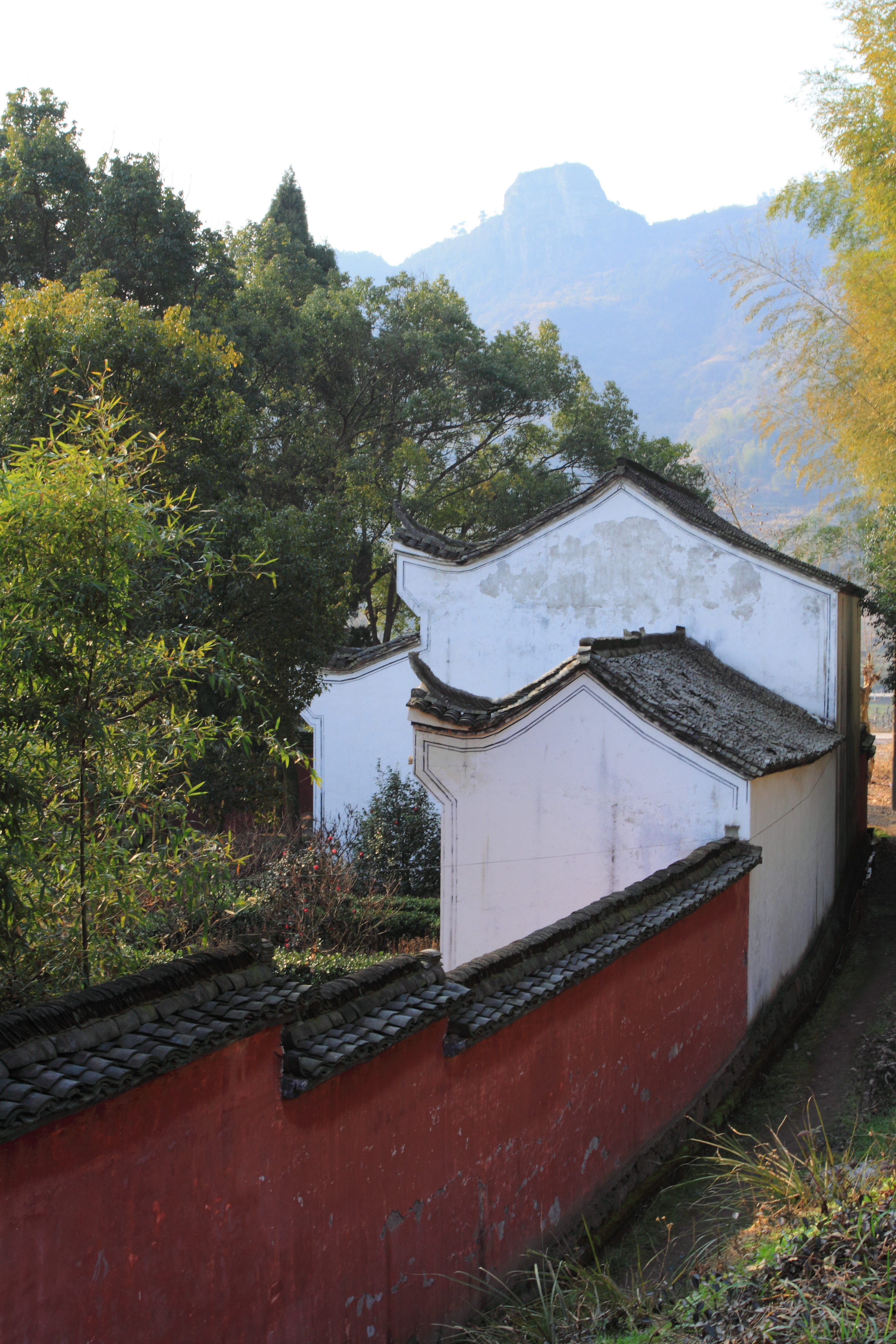
延福寺对面的山峰称为饭甑坛

### 山门
山门建于道光十八年（1838年），单开间分心造，前后两坡穿斗式。

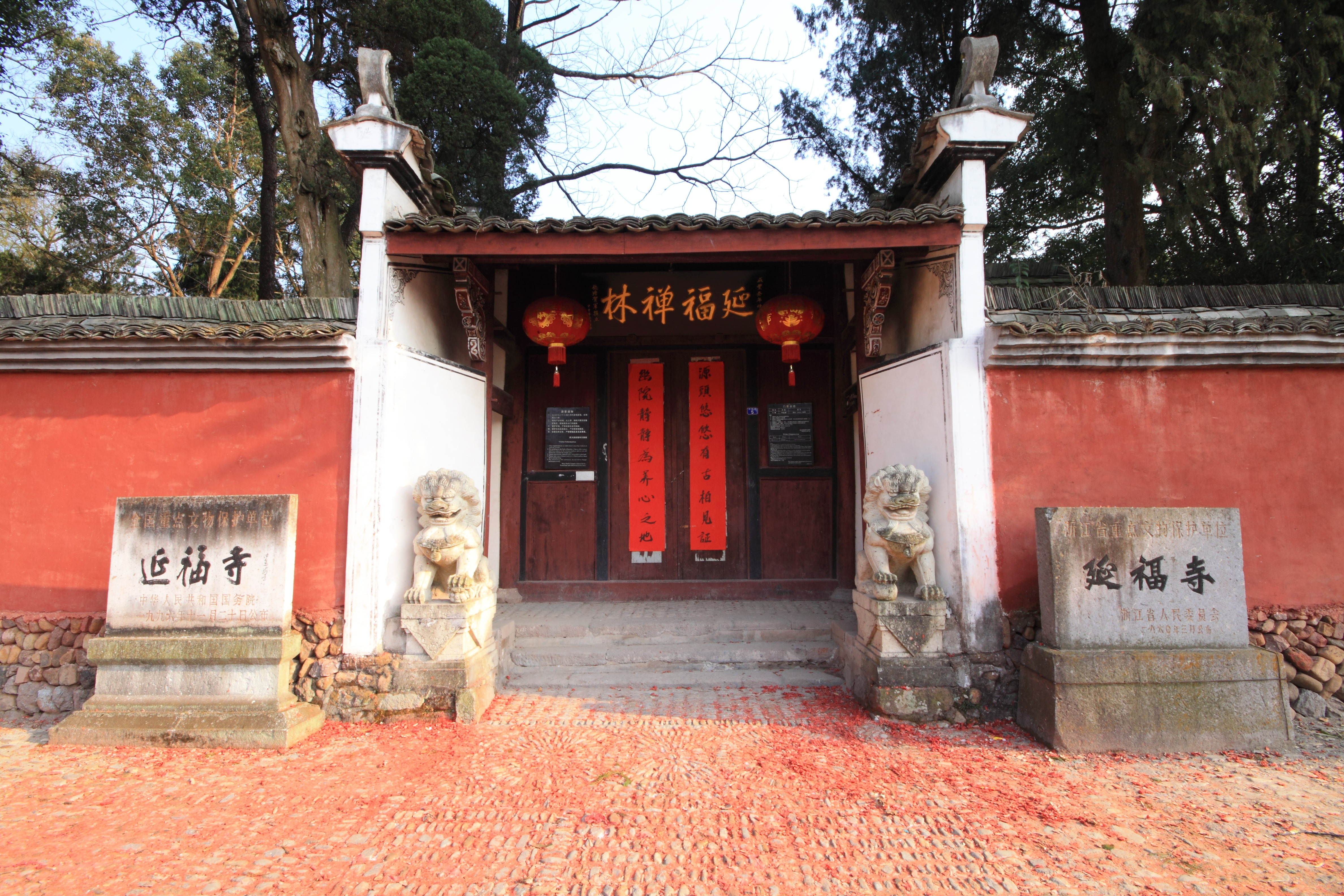
山门

### 天王殿
天王殿建于清乾隆十年（1745年），面阔三间，进深八椽，抬梁式结构，山缝为穿斗式结构，单檐硬山顶。

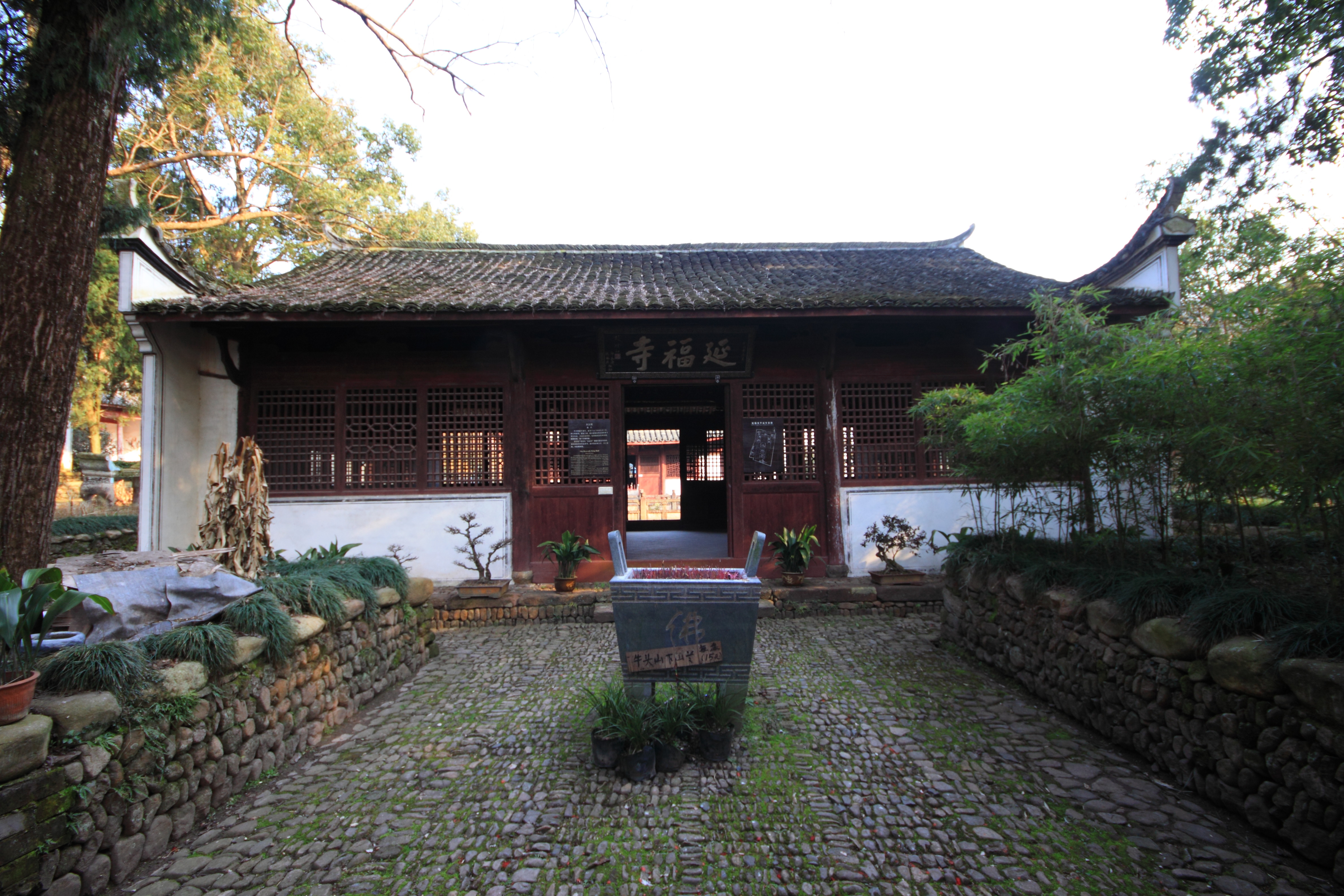
天王殿
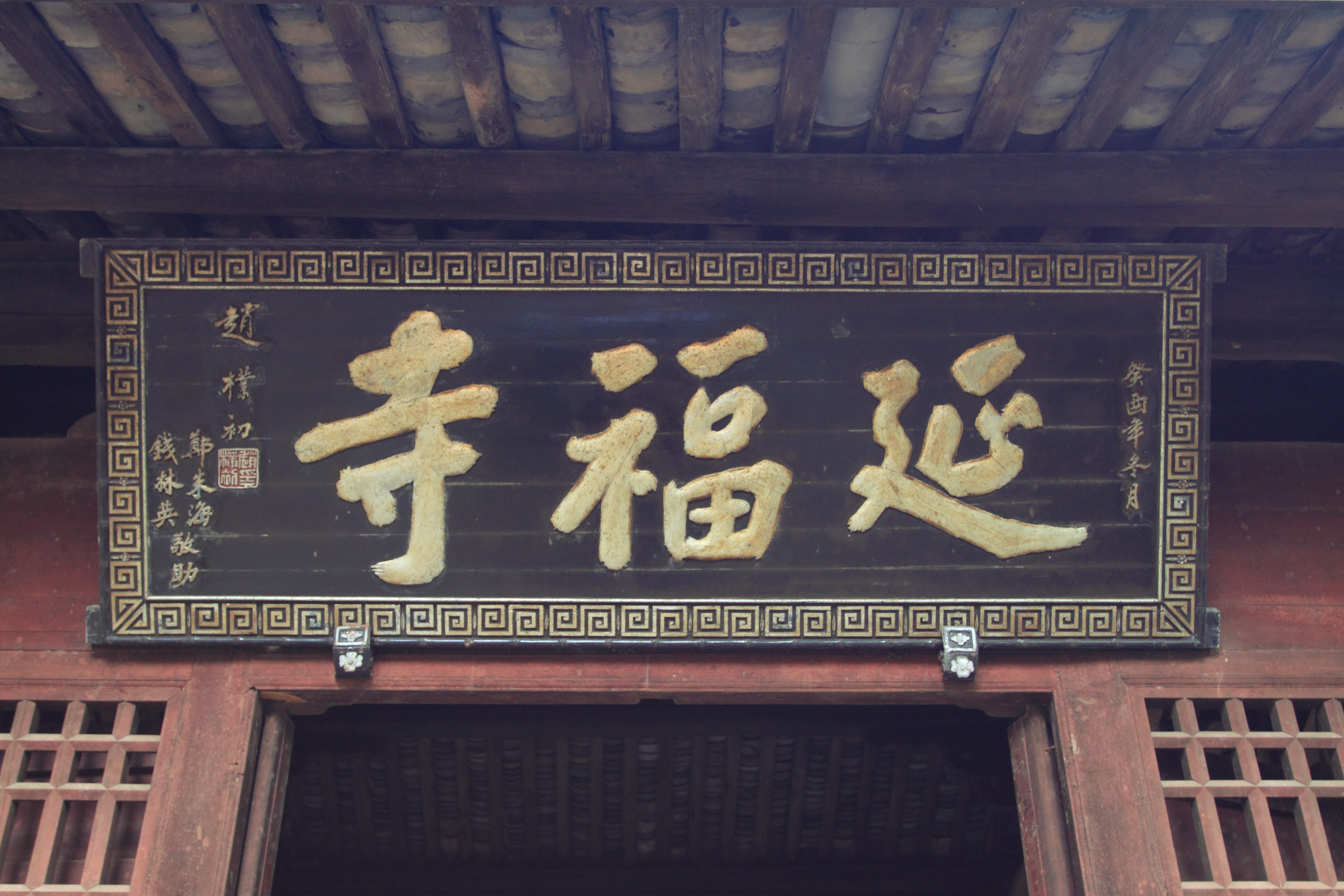
赵朴初题字
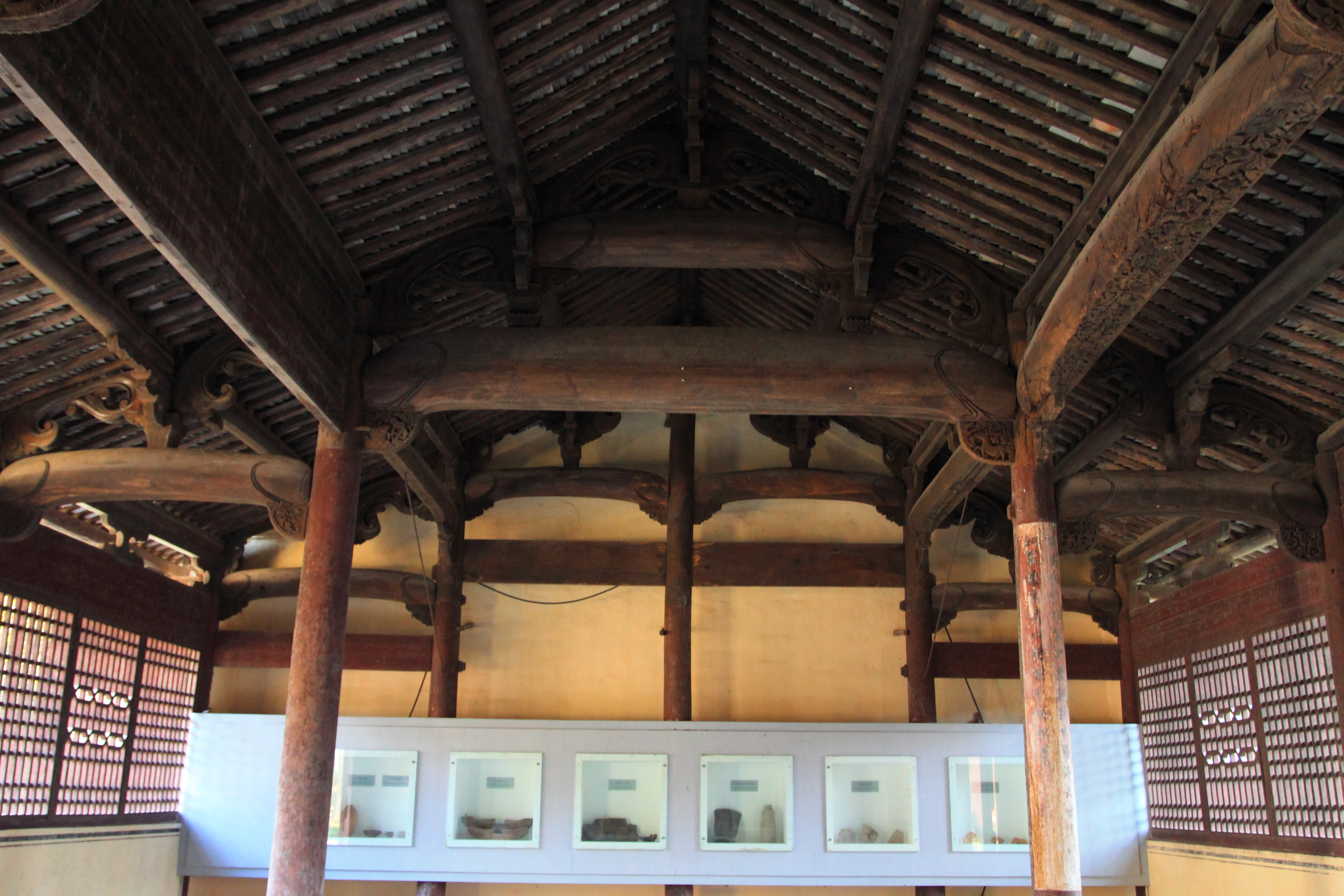
天王殿梁架

### 大殿

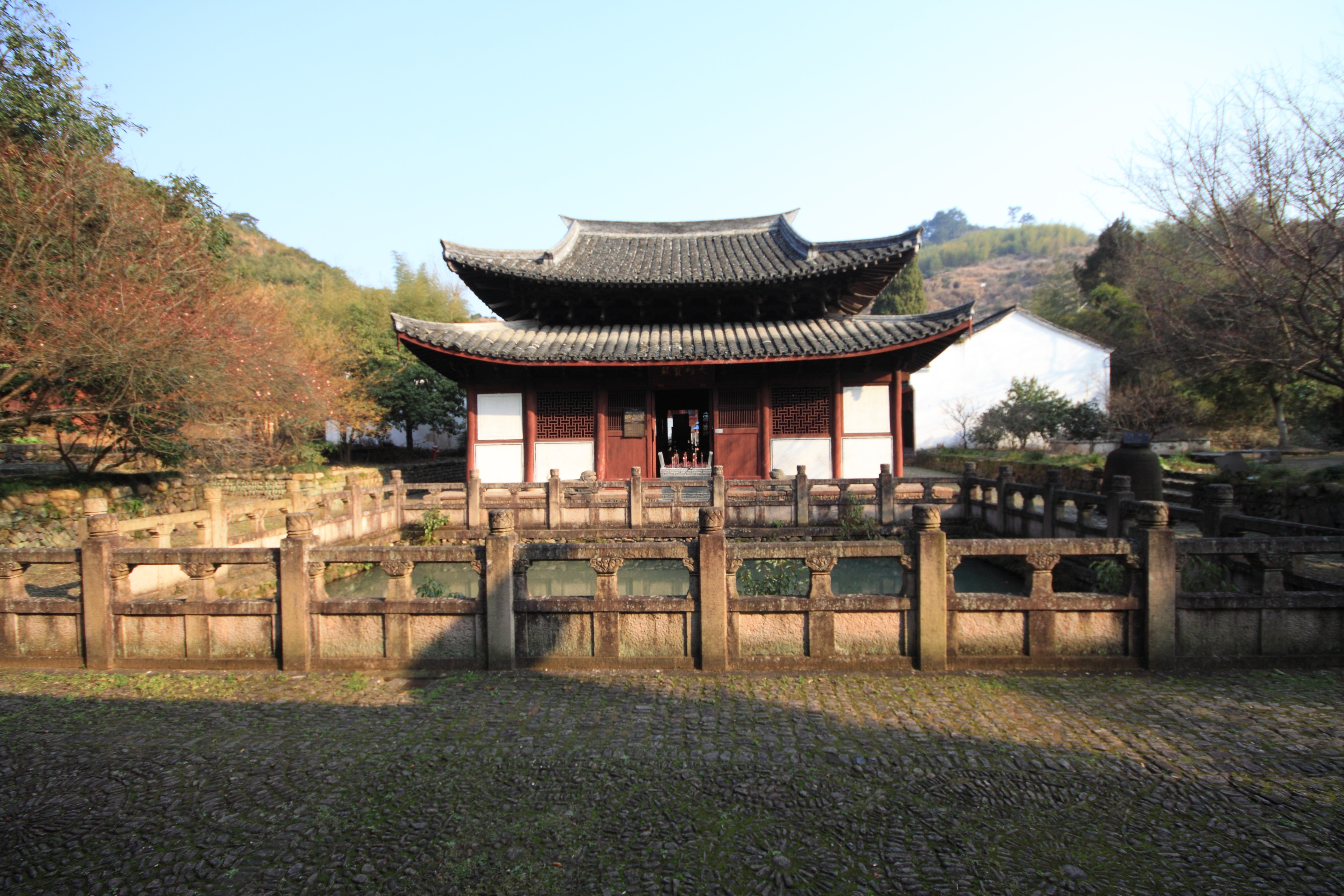
大殿正面

大殿为寺内主体建筑，殿前有方形池塘。大殿建于元延祐四年（1317年），原为单檐歇山顶，明正统年间加建下檐，改为重檐歇山顶。平面呈正方形，面阔三间（计入重檐部分为五间），当心间比次梢二间相加还大，进深八椽（计入重檐部分为十椽）。殿内原为彻上明造，当心间正中与清乾隆九年（1744年）加天花，粉底彩绘。上檐前槽三椽栿，后槽对乳栿，内柱较檐柱升高，承三椽栿。前槽三椽栿上施蜀柱。各种梁栿均为月梁做法，阑额之上不施普拍坊，为元以后建筑所少见。上檐斗栱六铺作单杪双下昂，单栱造，第一跳华栱偷心，第二、三跳为下昂，每昂头各施单栱素枋，昂嘴极长。下檐斗栱五铺作双杪单栱偷心造。屋顶盖瓪瓦，不施脊兽。

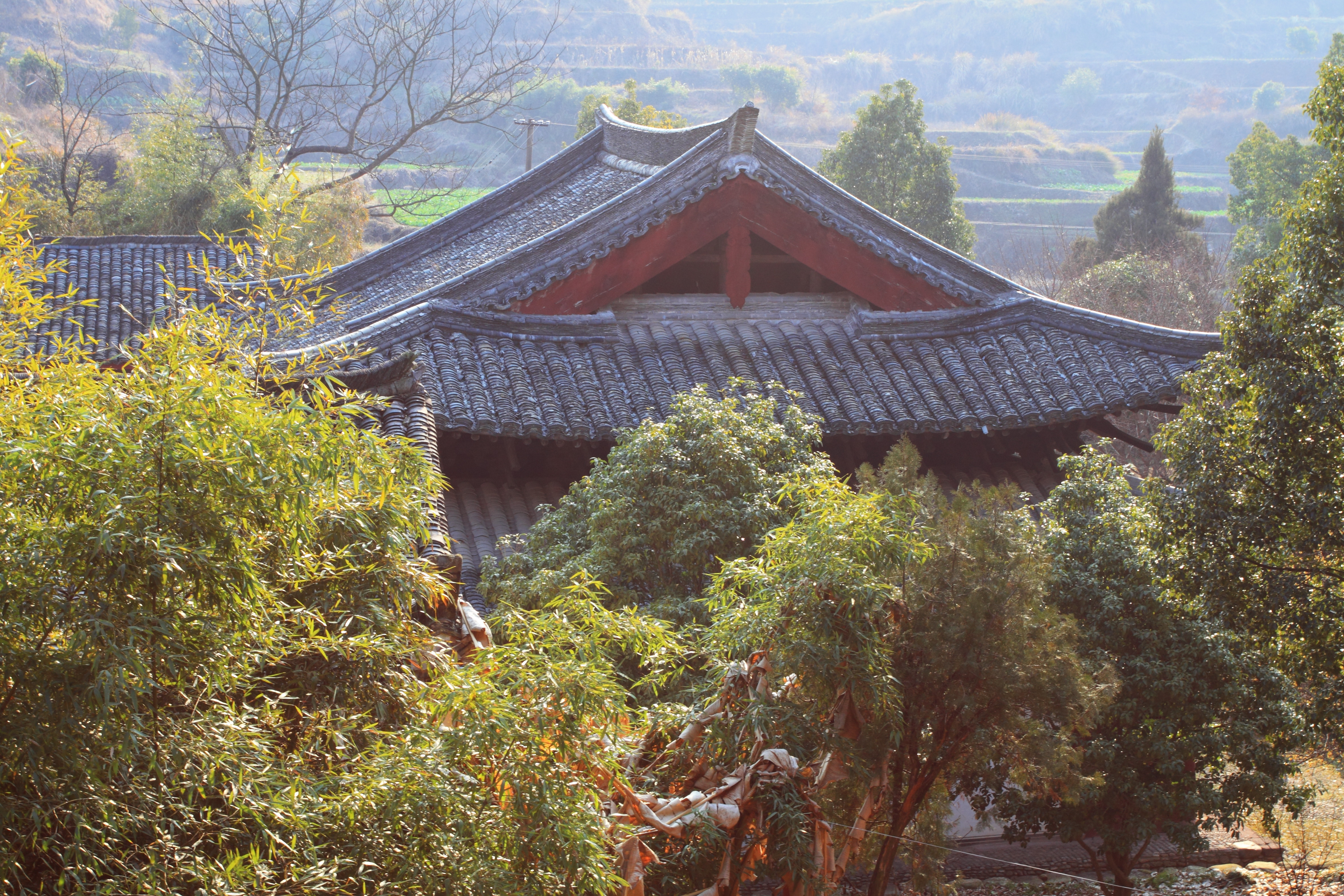
大殿西侧面
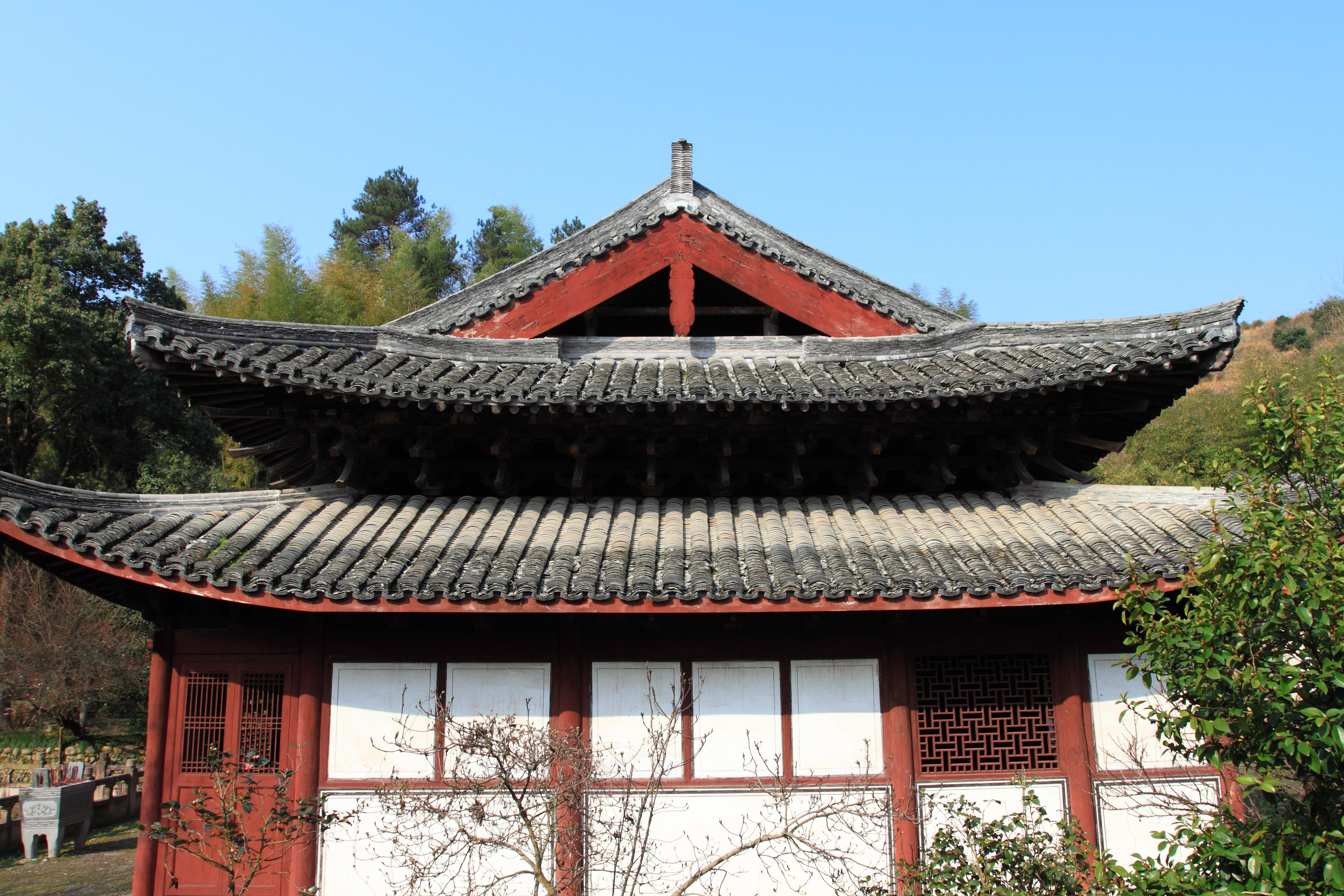
大殿东侧面
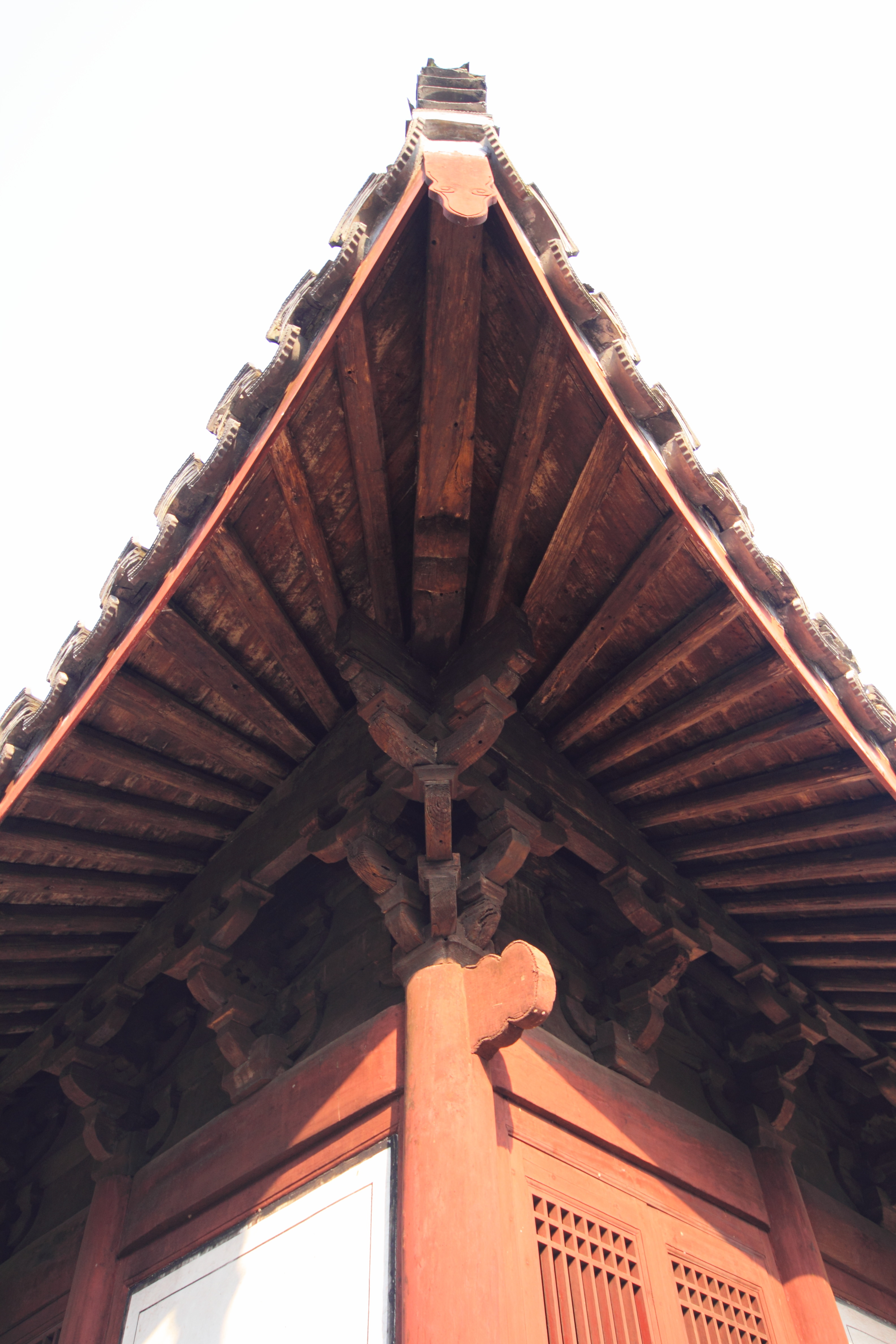
大殿下檐转角铺作
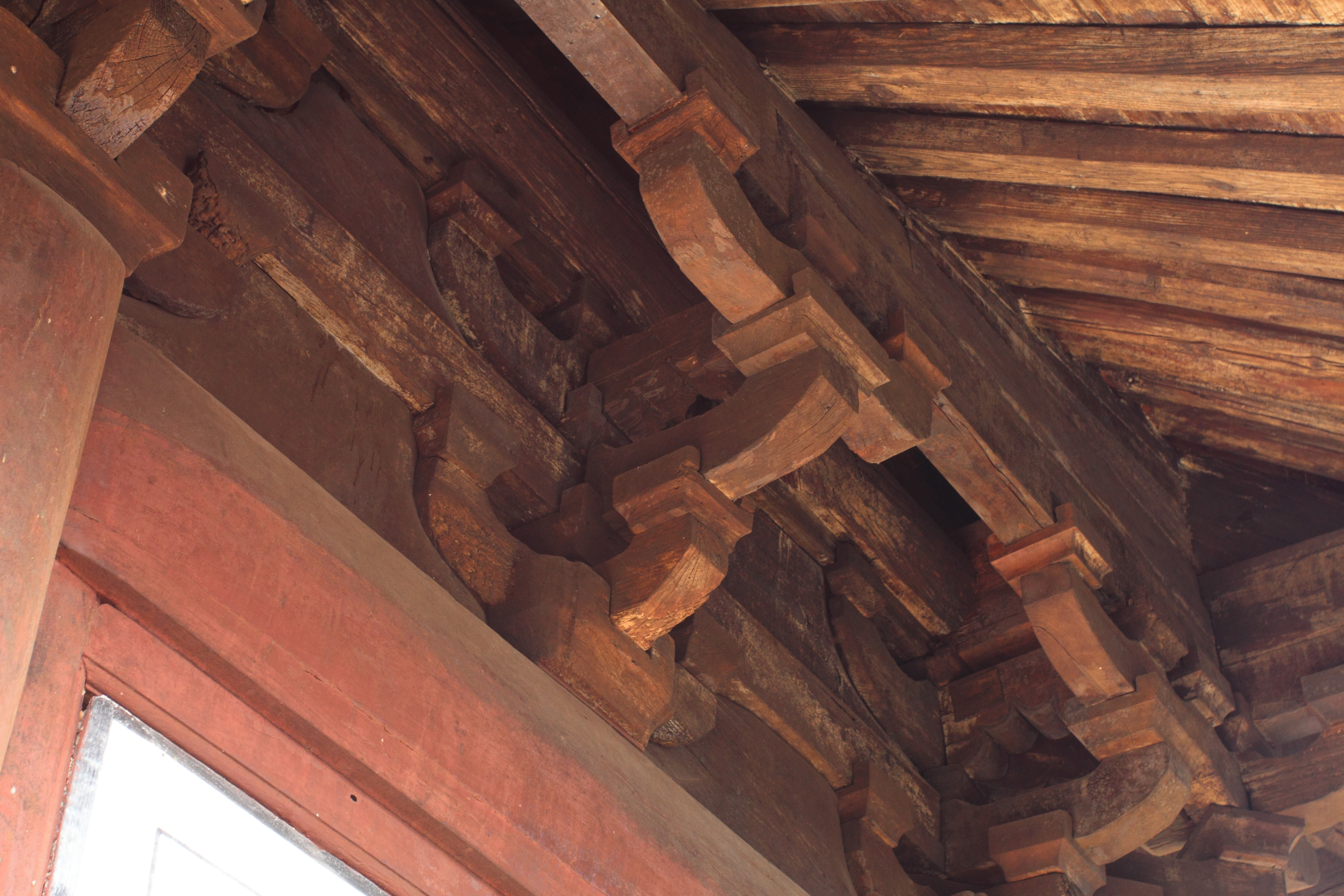
大殿下檐斗栱五铺作双杪单栱偷心造
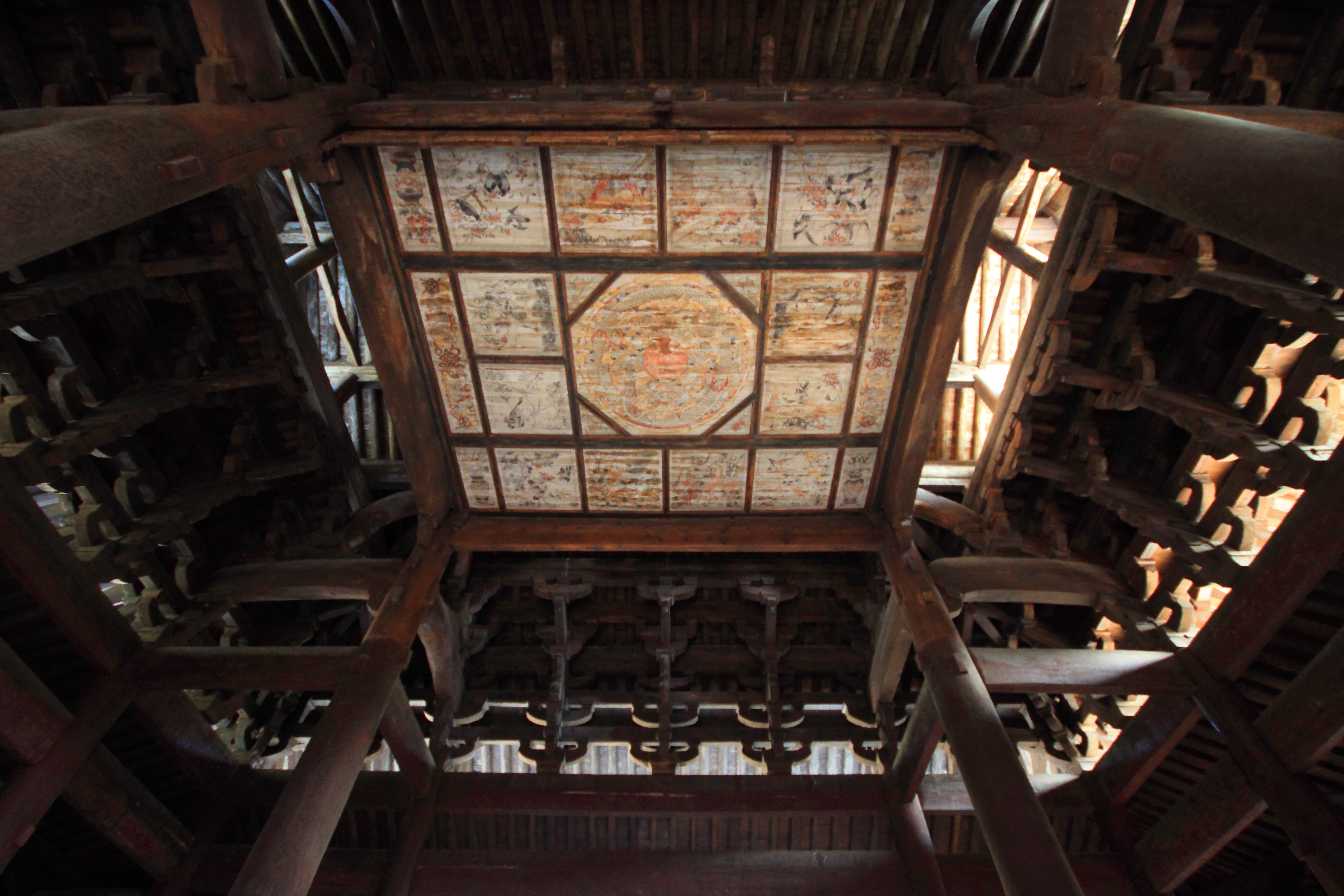
大殿天花
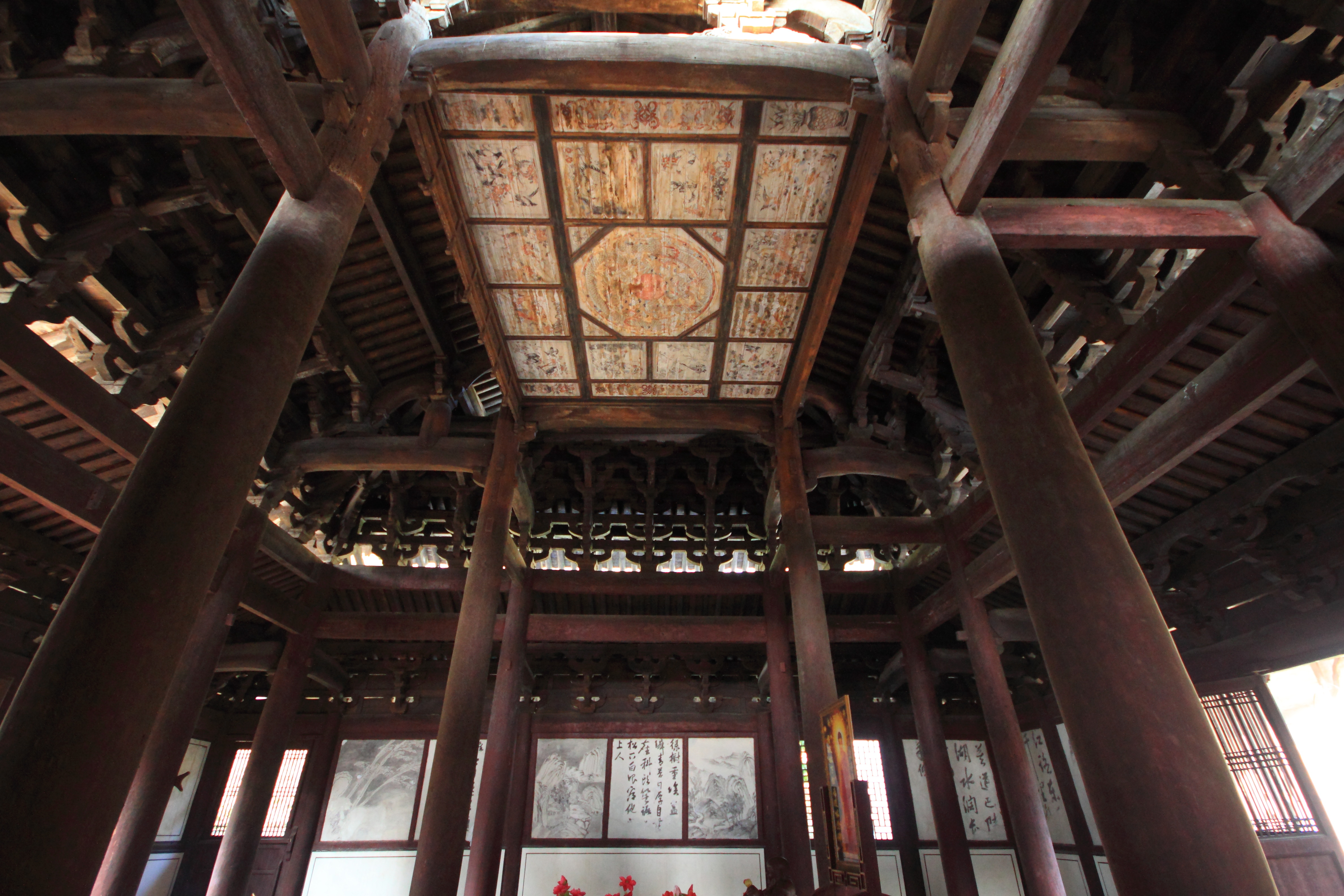
大殿上檐前槽三椽栿（左），后槽对乳栿（右）
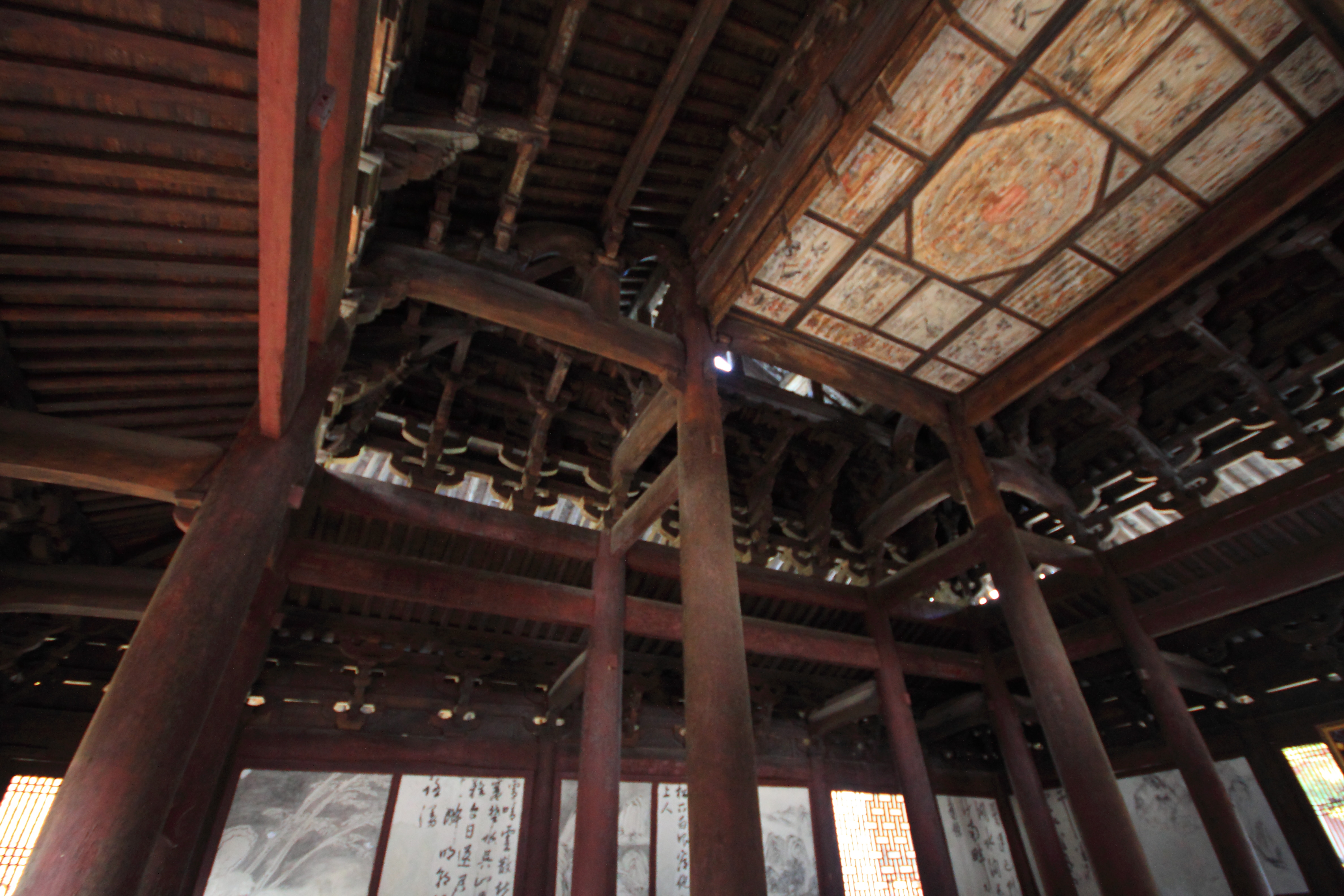
大殿上檐前槽三椽栿，上施蜀柱
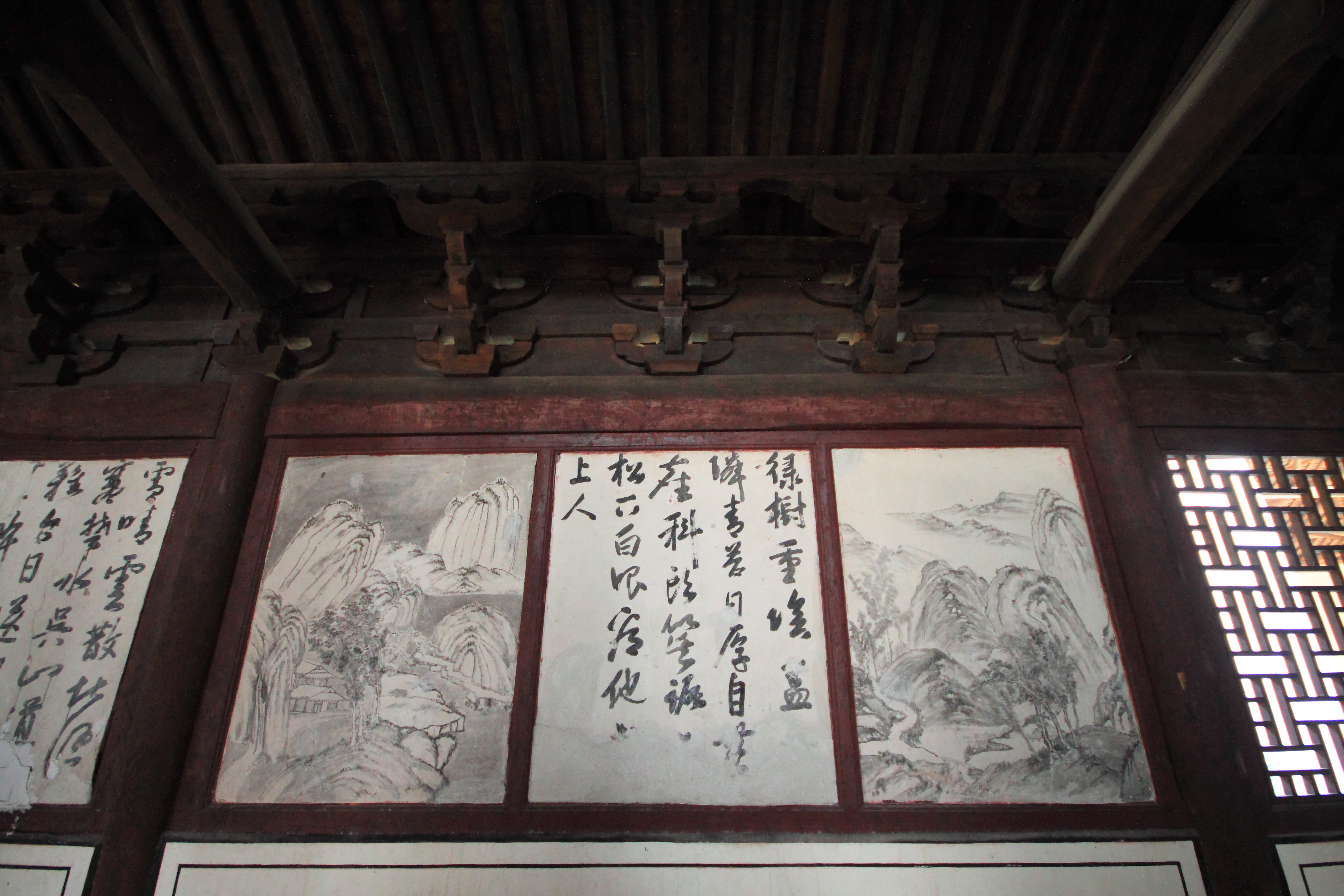
大殿壁画
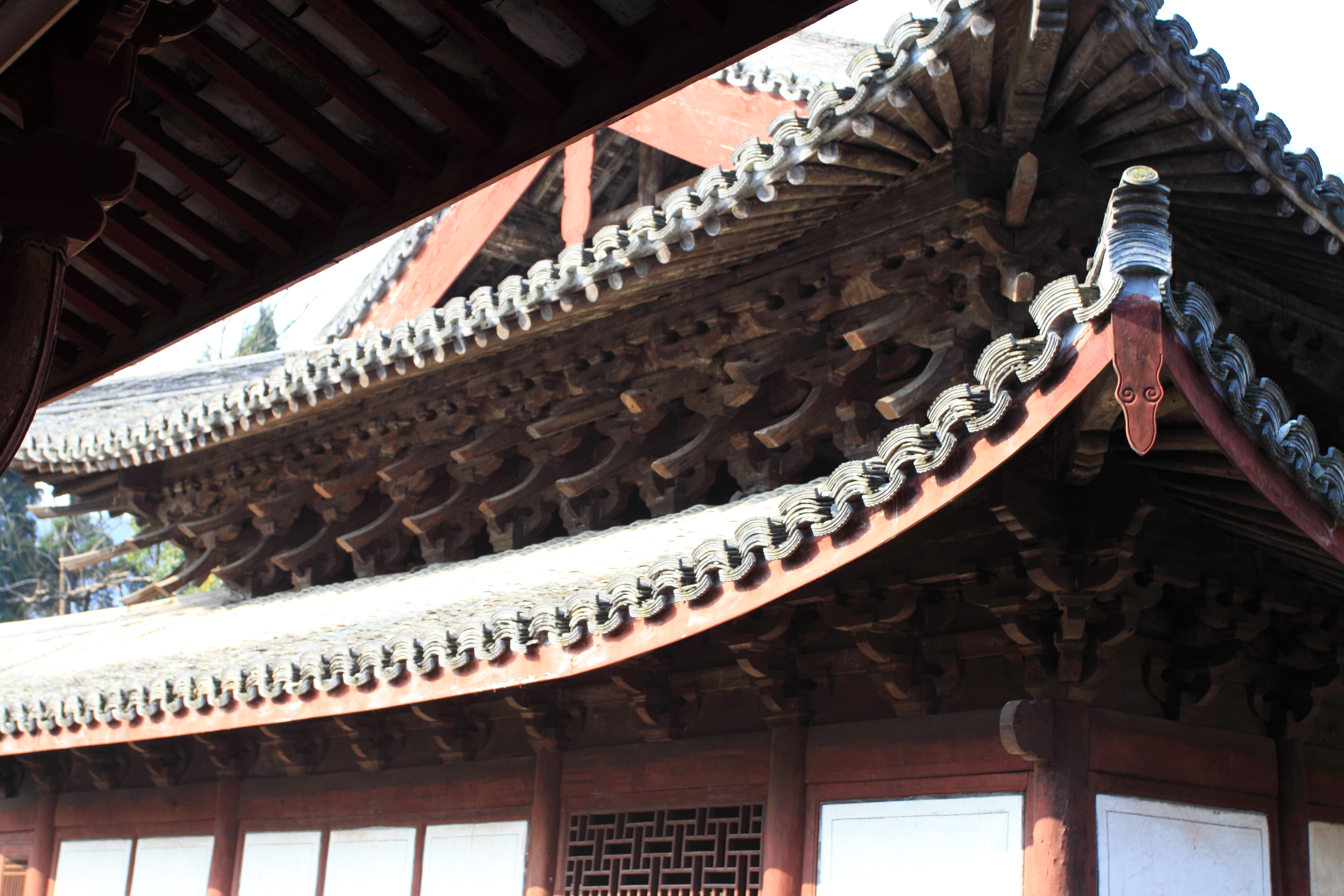
大殿上下檐
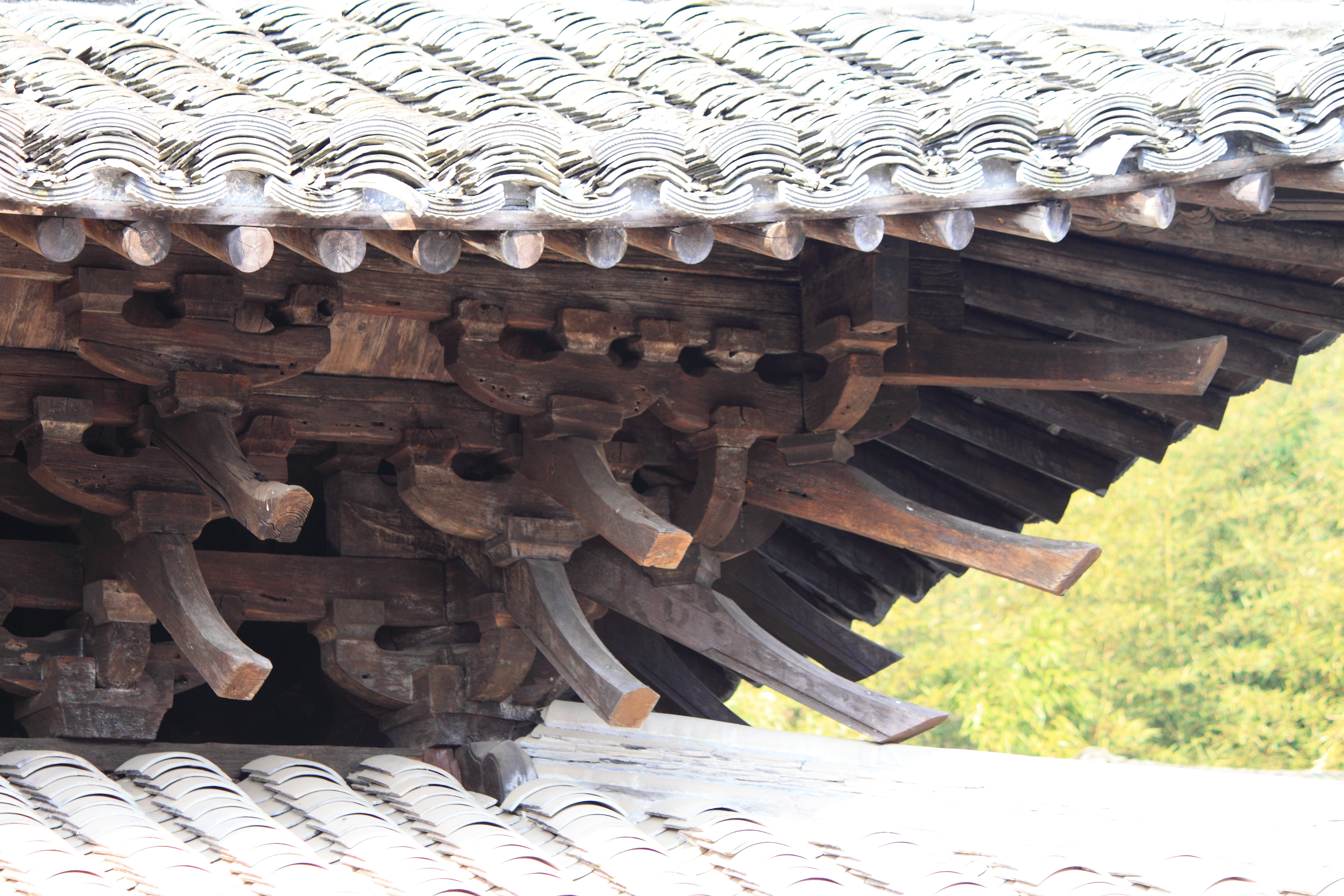
大殿上檐斗栱六铺作单杪双下昂，单栱造，第一跳华栱偷心，第二、三跳为下昂
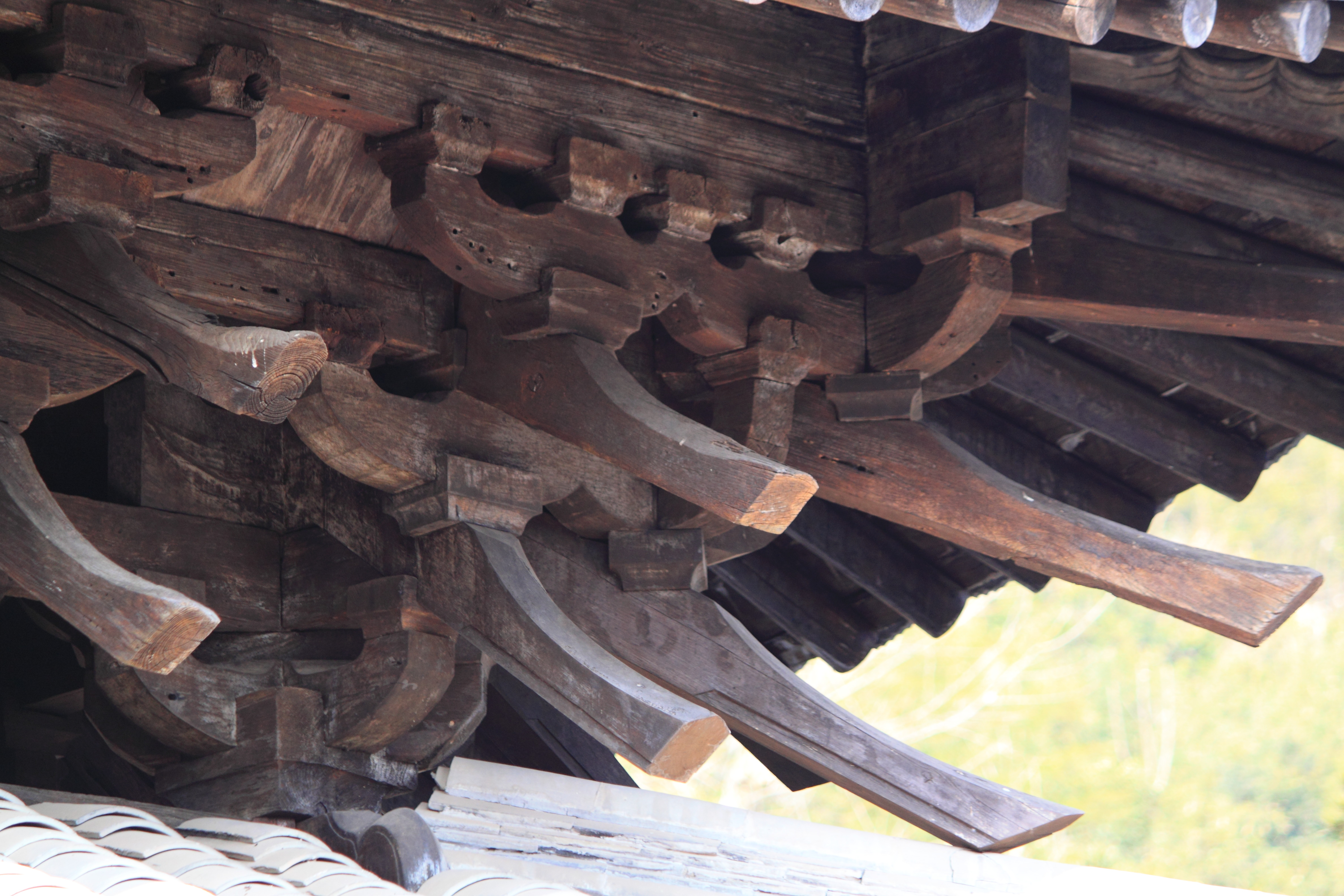
大殿上檐斗栱昂嘴极长

### 观音阁
观音阁建于清光绪三十一年（1905年），面阔三间，外观为七间，进深六椽。

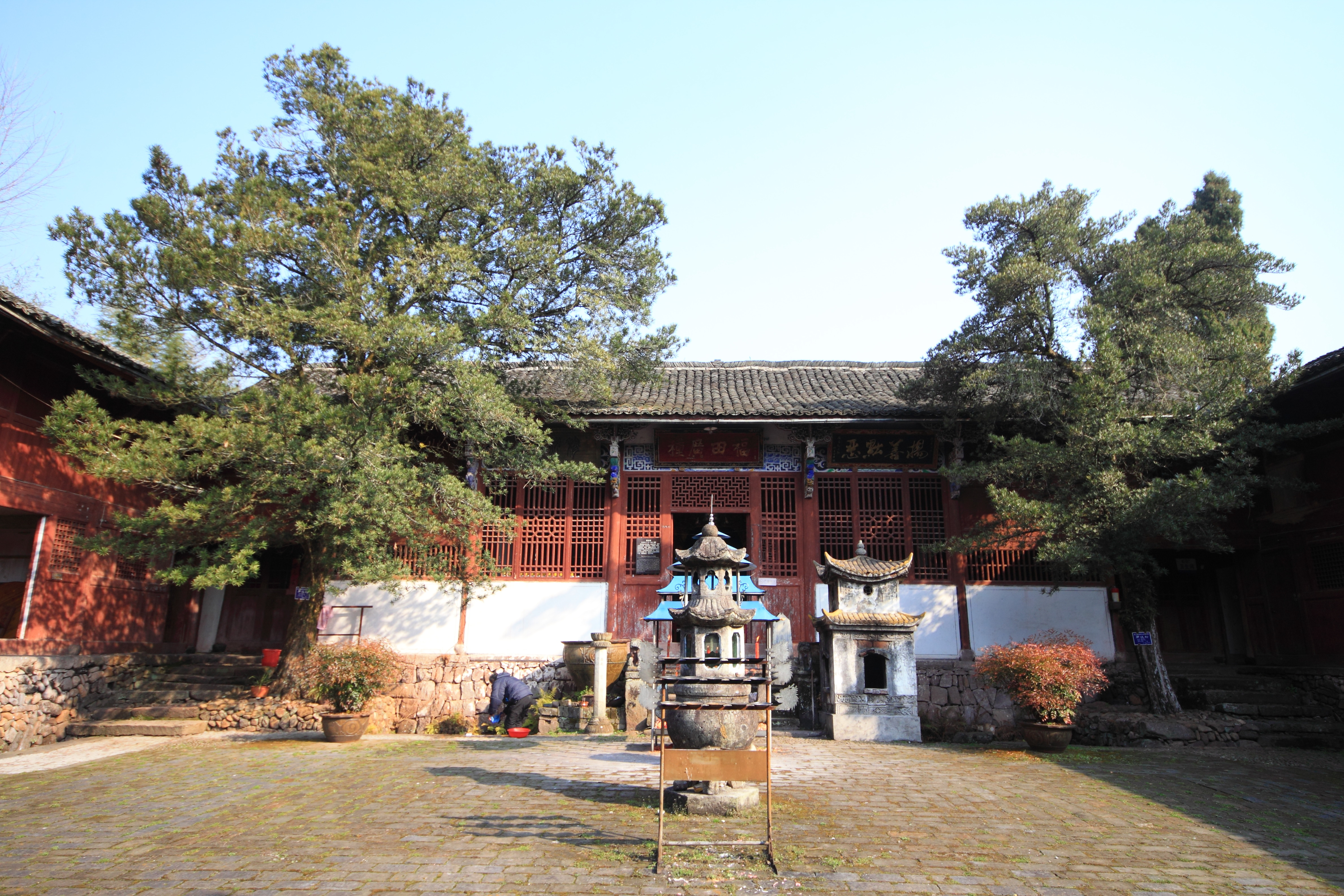
观音阁
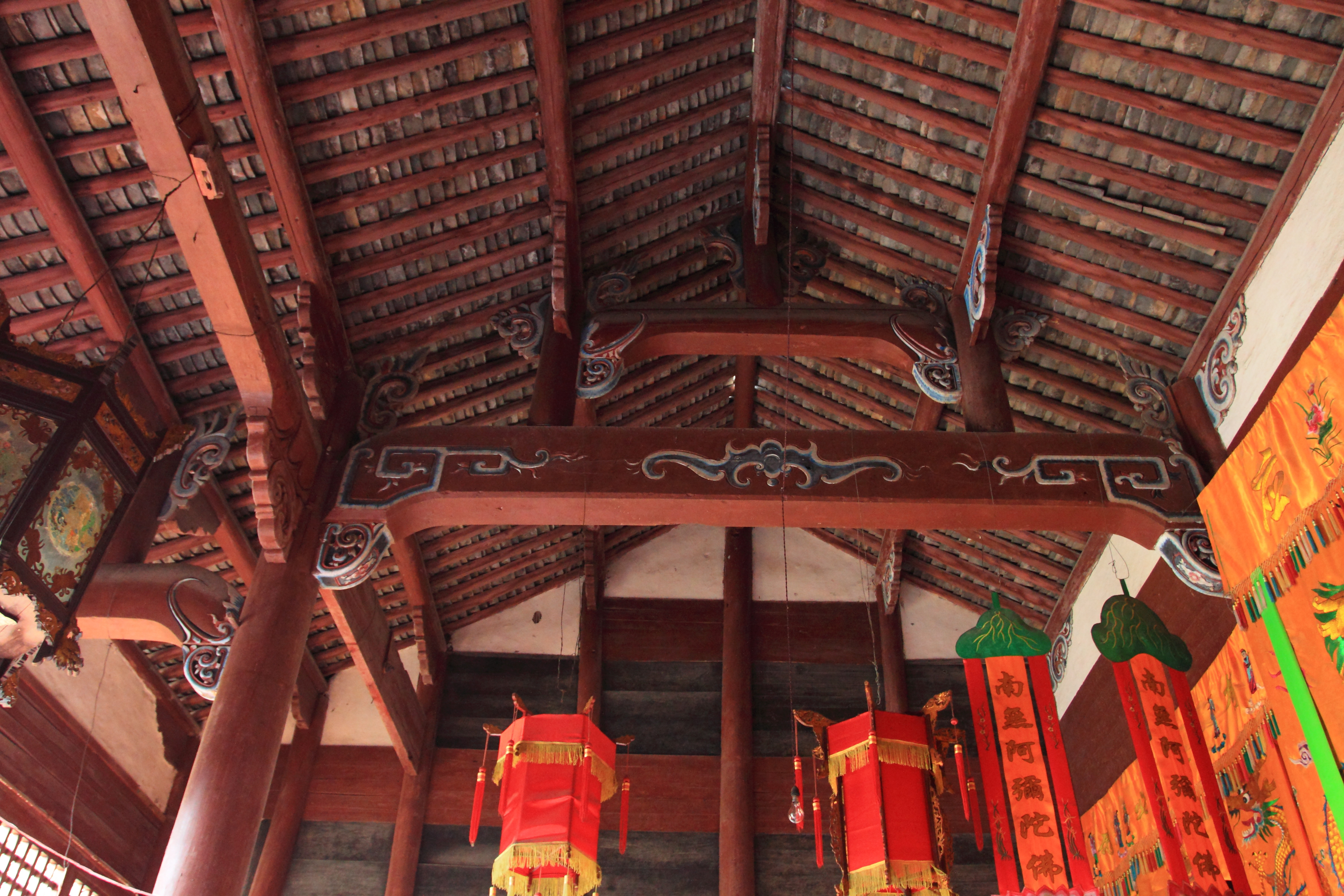
观音阁梁架

### 其它建筑及文物
大殿及观音阁两侧有厢房，东侧厢房作为碑房，除藏有延福寺原有的元泰定元年（1324年）《重修延福寺记》碑和明天顺七年（1463年）《延福寺重修记》碑以及南宋宝祐二年（1254年）铁钟之外，还有从柳城镇（旧宣平县治）移来的多通古碑和唐大历十二年（777年）铜钟。
鲍家厅原为柳城镇民居，1999年柳城旧城改造，将其第二进在延福寺内山门西侧重建。

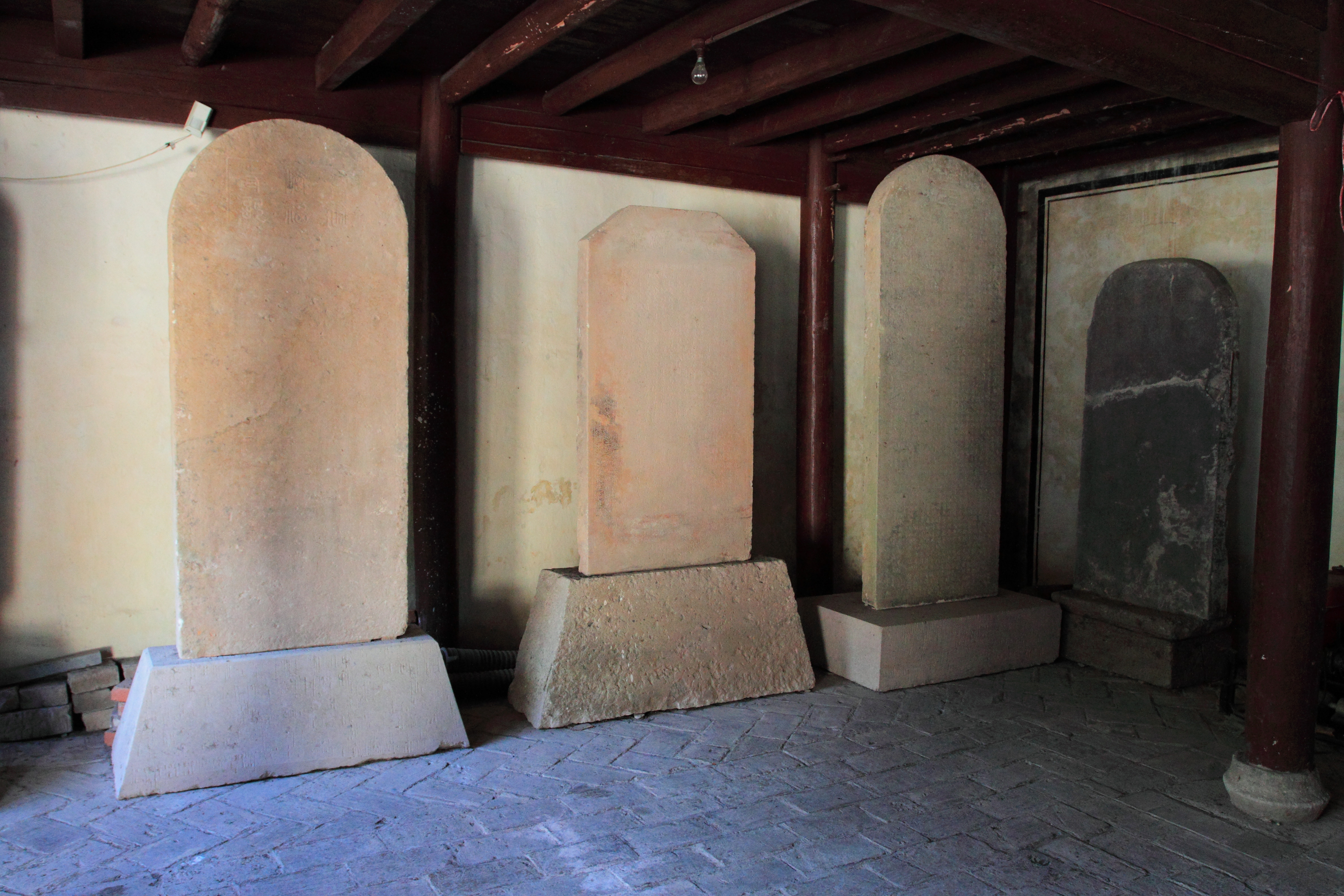
碑房内的古碑
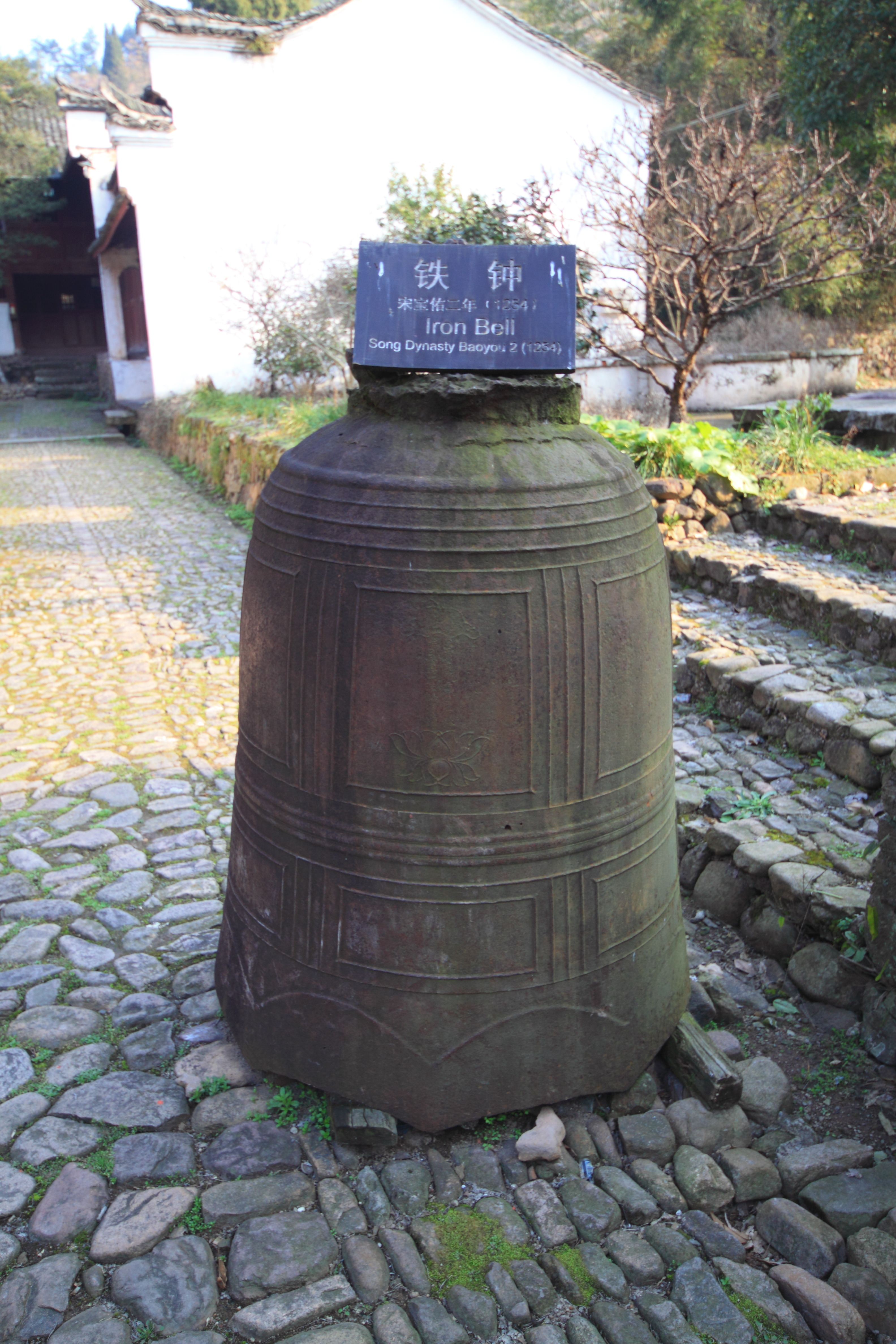
南宋宝祐二年（1254年）铁钟
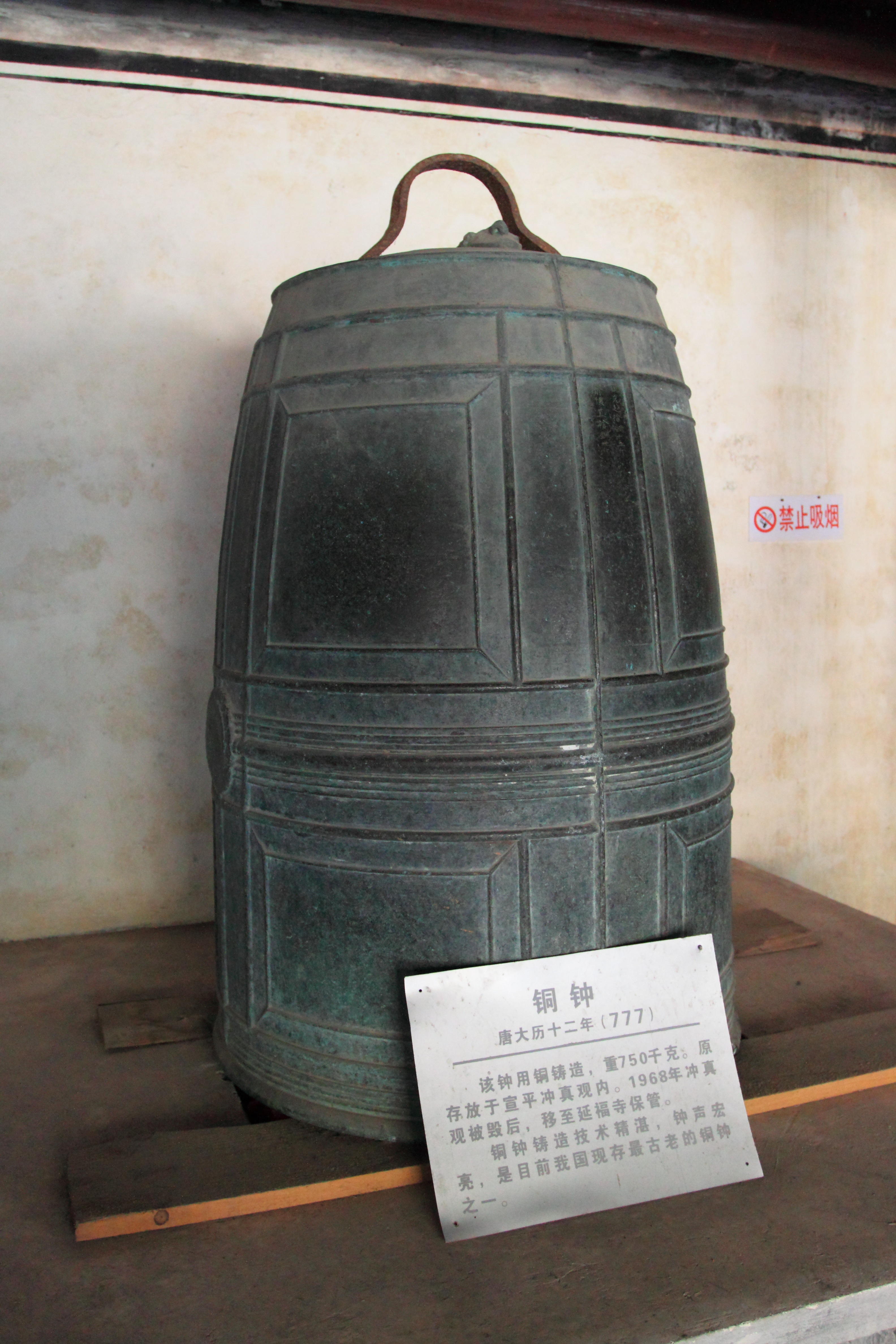
唐大历十二年（777年）铜钟
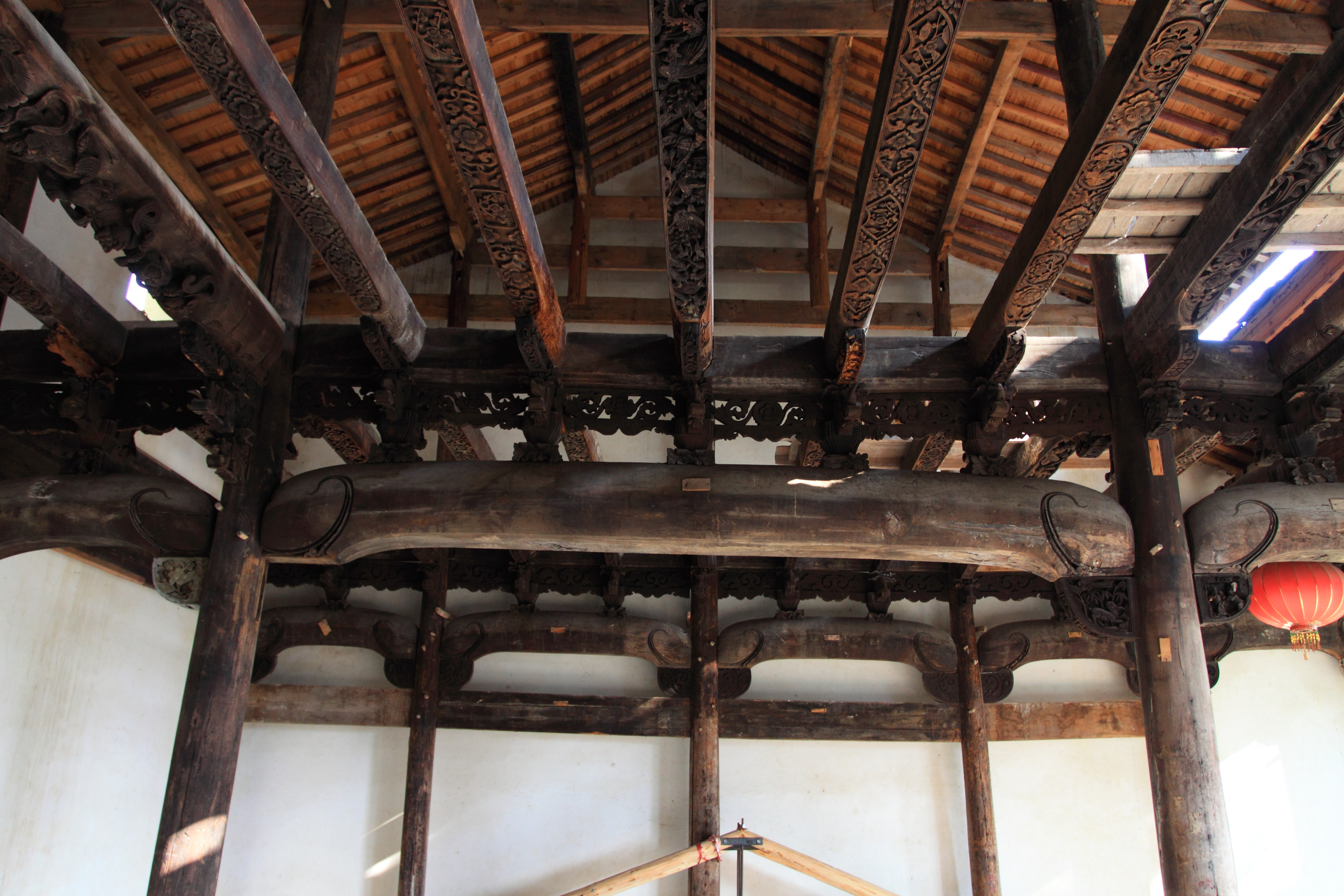
鲍家厅梁架